# Sina Siegenthaler
Sina Siegenthaler (ur. 27 września 2000 r. w Schangnau) – szwajcarska snowboardzistka, specjalizująca się w snowcrossie, wicemistrzyni świata juniorów.

## Kariera
Starty na arenie międzynarodowej rozpoczęła w marcu 2016 roku. Zadebiutowała wtedy na zawodach juniorskich FIS w niemieckim Grasgehren, gdzie w dwóch konkursach zajęła kolejno 12. oraz 18. miejsce. Na ten sam miesiąc przypadł debiut w zawodach z cyklu Pucharu Europy w szwajcarskim Lenk. Tutaj również w dwóch rozegranych konkursach plasowała się na 29. oraz 24. pozycji. W lutym 2017 roku wystąpiła podczas mistrzostw świata juniorów w Klínovcu, w których zajęła 21. miejsce. Na tej samej imprezie, rozgrywanej rok później w Cardronie, była 9.
W grudniu 2018 roku zadebiutowała w zawodach z cyklu Pucharu Świata. Już podczas debiutu zdobyła pierwsze pucharowe punkty, zajmując 5. lokatę podczas konkursu we włoskiej Cervinii. W lutym 2019 roku zadebiutowała podczas mistrzostw świata w Solitude, na których była 16. W kwietniu 2019 roku, na mistrzostwach świata juniorów w Reiteralm, wraz z Gabrielem Zweifelem, zdobyła srebrny medal w snowcrossie drużynowym. Drużyna szwajcarska musiała uznać wyższość jedynie ekipy z Francji. Na tych samych zawodach w rywalizacji indywidualnej była 8. Do tej pory nie startowała w igrzyskach olimpijskich.

## Osiągnięcia

### Mistrzostwa świata
| Miejsce | Dzień    | Rok  | Miejscowość | Konkurencja | Zwycięzca   |
| ------- | -------- | ---- | ----------- | ----------- | ----------- |
| 16.     | 1 lutego | 2019 | Solitude    | Snowcross   | Eva Samková |

### Puchar Świata

#### Miejsca w klasyfikacji generalnej SBX
- sezon 2018/2019: 12.
- sezon 2019/2020: 8.
- sezon 2021/2022: 38.

#### Miejsca na podium w zawodach
Do tej pory nie stawała na podium zawodów PŚ.